# Patek Philippe
Patek Philippe (рус. Пате́к Фили́пп) — швейцарский производитель часов класса «люкс».
Основана в 1839 году эмигрантом-поляком Антонием Патеком и Франсуа Чапеком. Часы этой марки — одни из самых дорогих серийных часов в мире. Символ фирмы — крест испанского ордена Калатравы; под этим же названием, Calatrava, выпускается «начальная» линейка моделей фирмы (от 10 тыс. долларов США).

## История

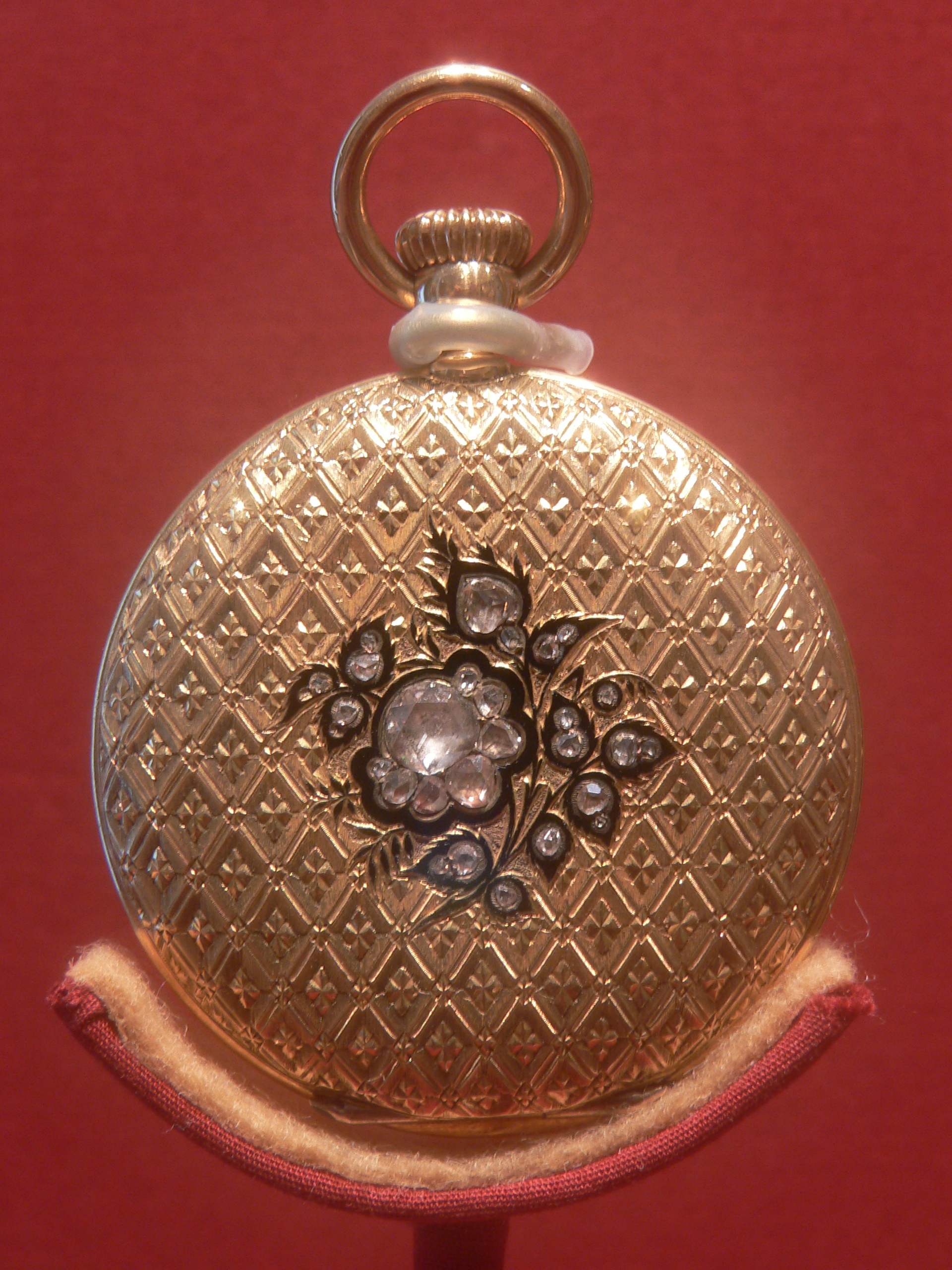
Часы Patek Philippe, 1868

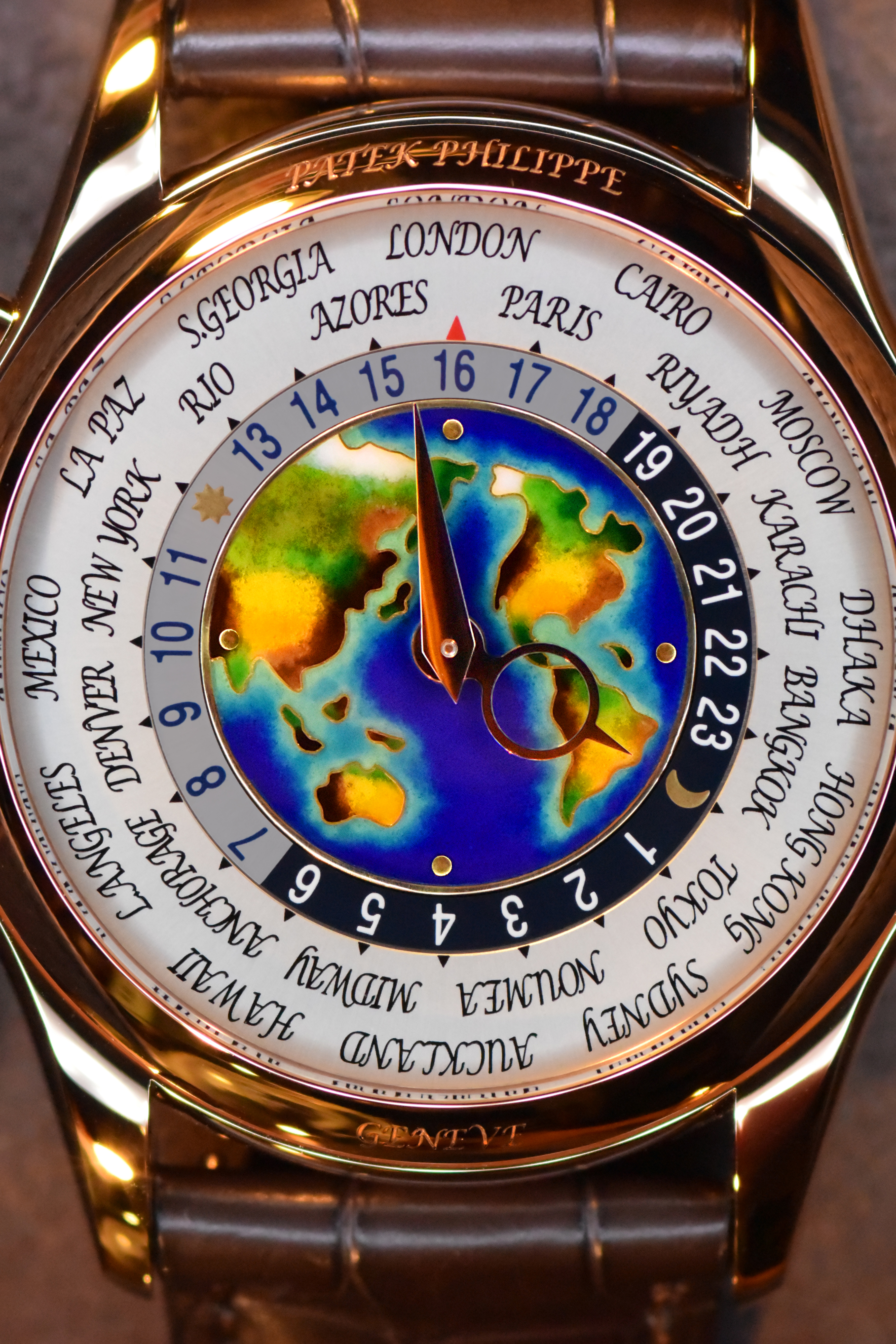
Наручные часы Patek Philippe 5131R-011 World Time (вид спереди)

Patek, Czapek & Cie основана в Женеве польскими эмигрантами Антонием Патеком и Франциском (Франсуа) Чапеком в 1839 году. Первая мануфактура Патека и Чапека, укомплектованная мастерами-поляками, производила до двухсот часов в год по индивидуальным заказам. В 1845 году Чапек покинул фирму из-за конфликта с Патеком, и мануфактура стала называться Patek & Cie. 15 мая 1845 года место Чапека занял Жан Адриан Филипп — часовщик, изобретатель заводного механизма «без ключа». В 1851 году Филипп стал полноправным партнёром Патека, и фирма приобрела современное название — Patek Philippe & Co. В товариществе Филипп отвечал за производство и разработку новых моделей, а Патек занимался сбытом, путешествуя по миру и привлекая на сторону фирмы влиятельных заказчиков, в том числе правящих монархов. Одни из первых часов под новой маркой были преподнесены королеве Виктории во время всемирной выставки 1851 года в Хрустальном дворце.
В 1868 году фирма выпустила первые в мире наручные часы-браслет, в настоящее время хранящиеся в музее фирмы. За этим последовали многочисленные патенты и инновации — хронограф, вечный календарь, минутный репетир и т. п. В 1932—1933 годы фирма выступила в «часовом состязании» на стороне миллионера Генри Грейвза, изготовив по его заказу сложнейший на тот момент механизм. В 1999 часы Грейвза были проданы на аукционе Sotheby’s за 11 млн долларов США — это абсолютный максимум, когда-либо уплаченный за часы.
В 1901 году, когда оба титульных основателя давно умерли, фирму переименовали в Ancienne Manufacture d’Horlogerie Patek Philippe & Cie, S.A. В 1932 году её приобрели братья Жан и Шарль Стерны, и тогда же установилось нынешнее название Patek Philippe S.A. В 2007 году фирмой владеют и управляют третье и четвёртое поколение дома Стернов — отец и сын Филипп и Тьерри Стерны. Все производства и музей фирмы по-прежнему располагаются в Женеве. В производстве занято 220 человек, в современном каталоге фирмы 45 серийных механизмов 23-х калибров. Объём производства, с учётом исключительно высоких цен, остаётся небольшим — выпуск часов Patek Philippe за всю историю существования оценивается в 600 тыс. штук.
Амбассадорами бренда в разное время были: Брэд Питт, Jay-Z, Роджер Федерер, Криштиану Роналду, Шарль Азнавур.

### Самые дорогие
- Самые дорогие в мире карманные часы Patek Philippe — «Henry Graves Supercomplication» 1931 г., были проданы 11 ноября 2014 г. на аукционе Sotheby’s в Женеве за 23,9 млн долларов[3].
- Самые дорогие в мире наручные часы стальные «Patek Philippe Ref. 1518» 1941 г. были проданы 12 ноября 2016 г. на торгах «The Geneva Watch Auction: Four» в женевском отеле «La Reserve» за 11 136 642 $.[4][5].
- 09 ноября 2019 г. в Женеве часы Patek Philippe Модель Grandmaster Chime 6300A-010, созданные в единственном экземпляре, в стальном корпусе, специально для благотворительного аукциона Only Watch, были проданы за рекордные 31 миллион швейцарских франков[6].

## Галерея

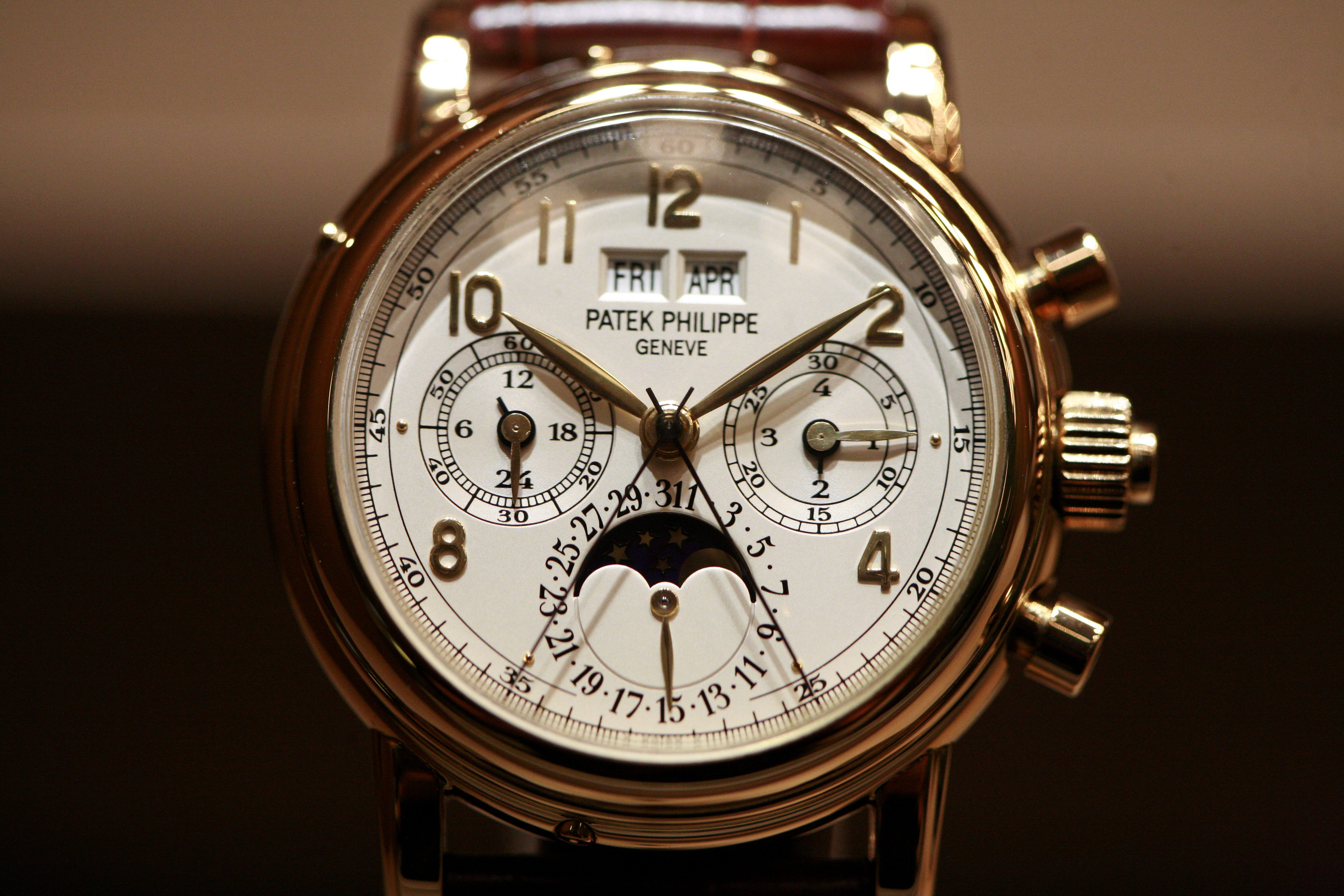
Комбинированные наручные часы-хронограф с календарём и фазами Луны
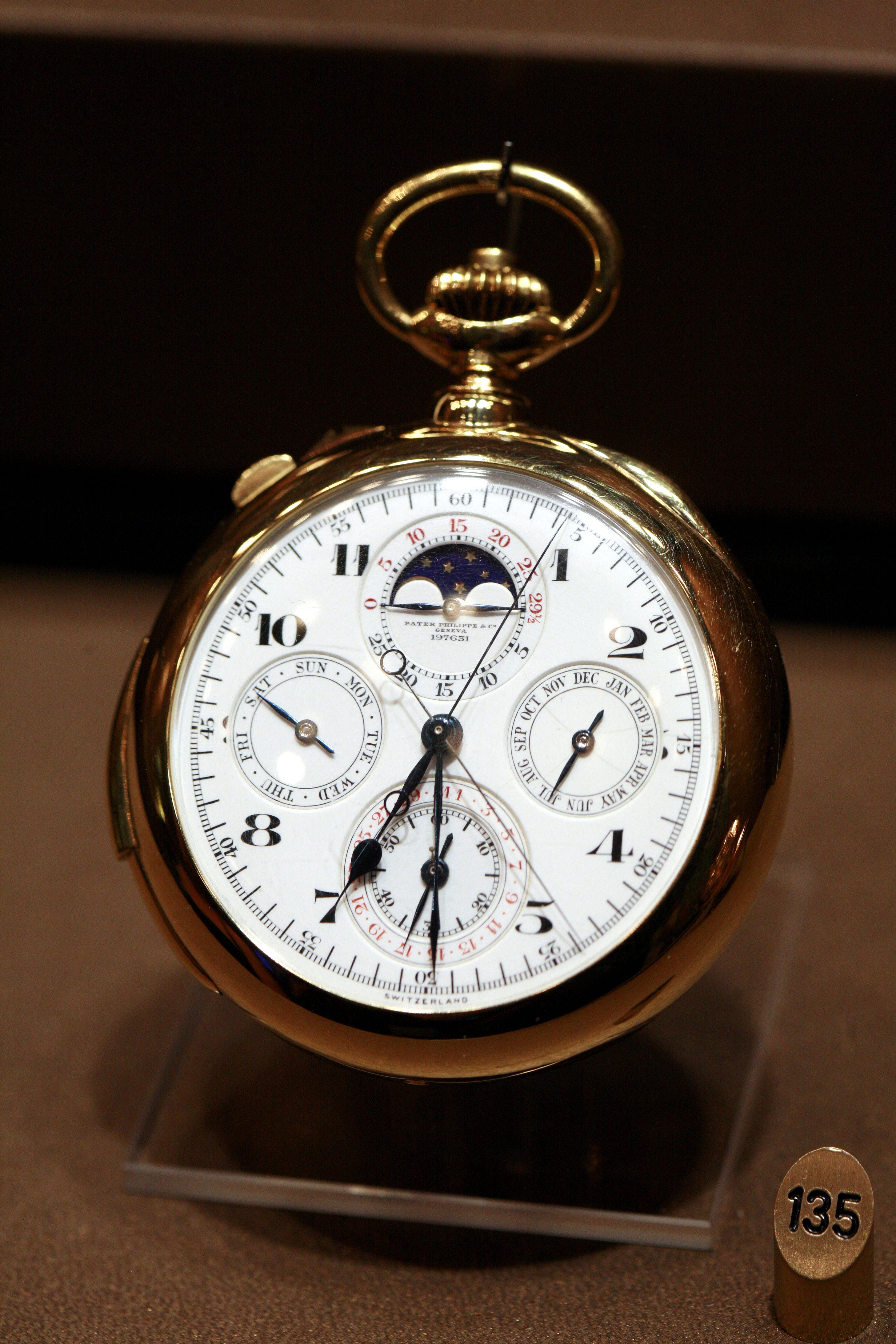
Карманные часы с календарём и фазами Луны
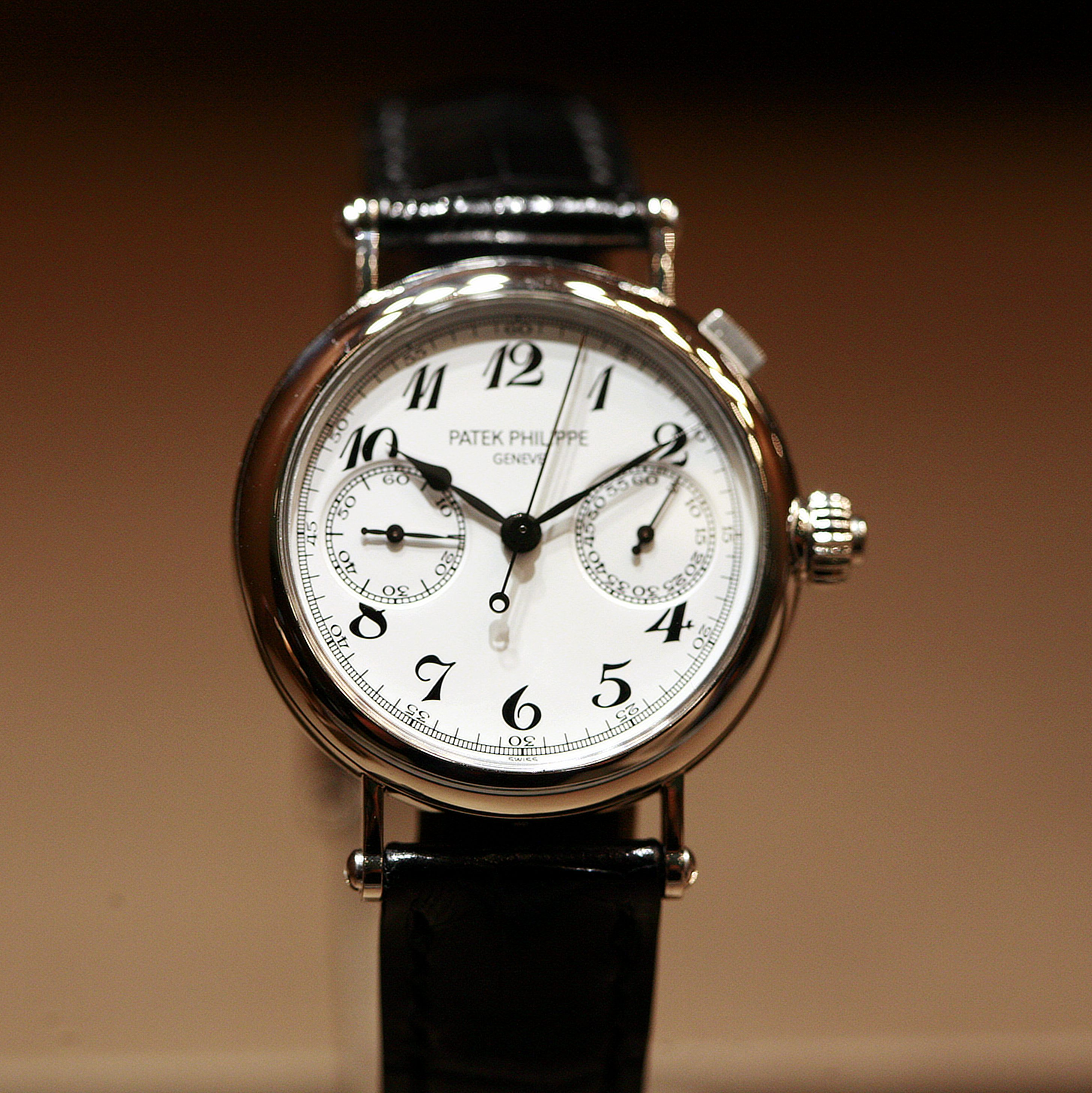
Хронограф
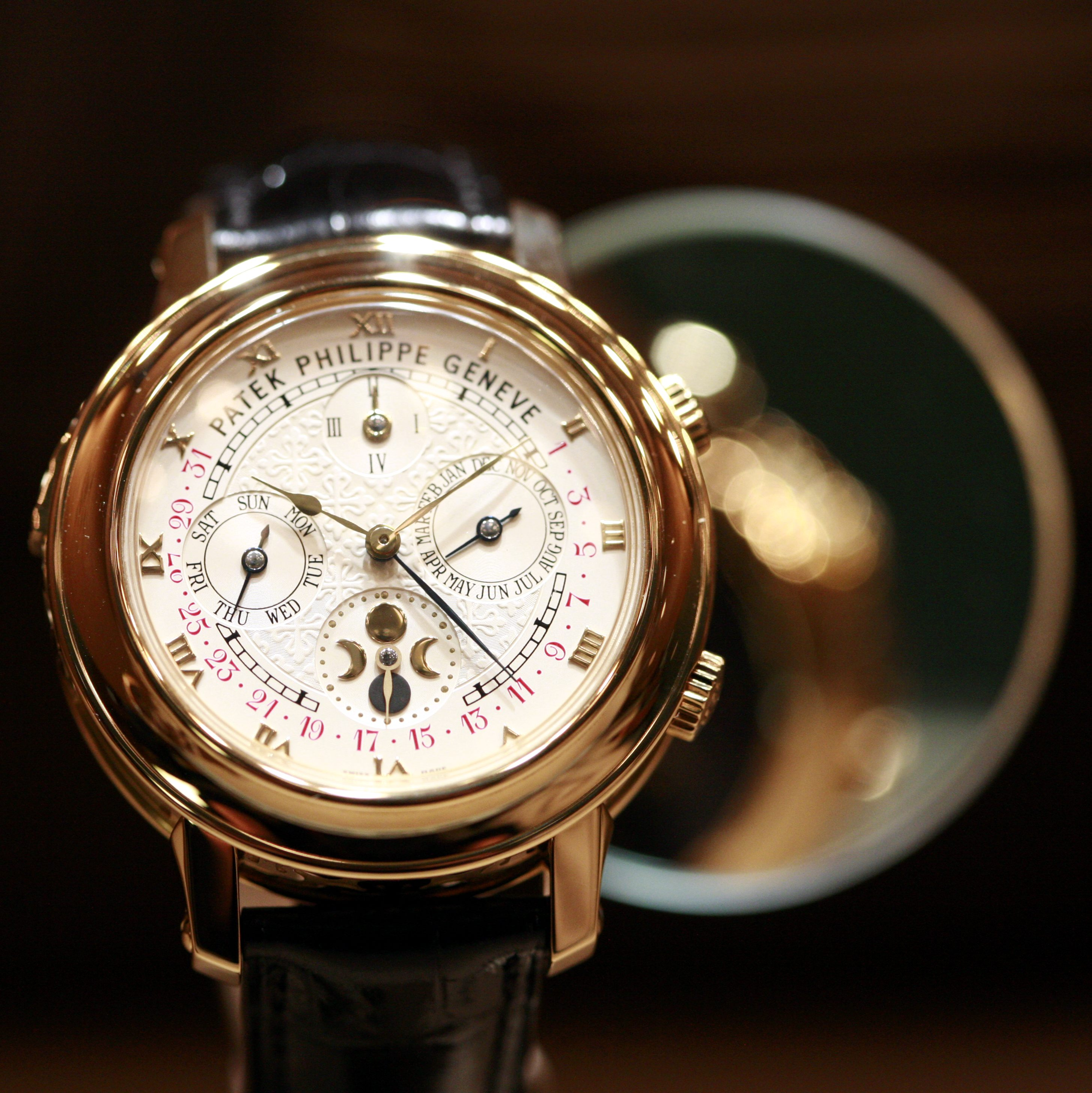
Наручные часы
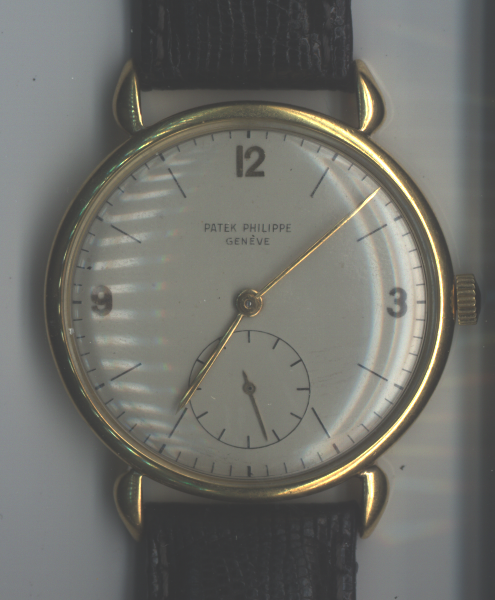
Часы 1940-х годов, Ref. 1543
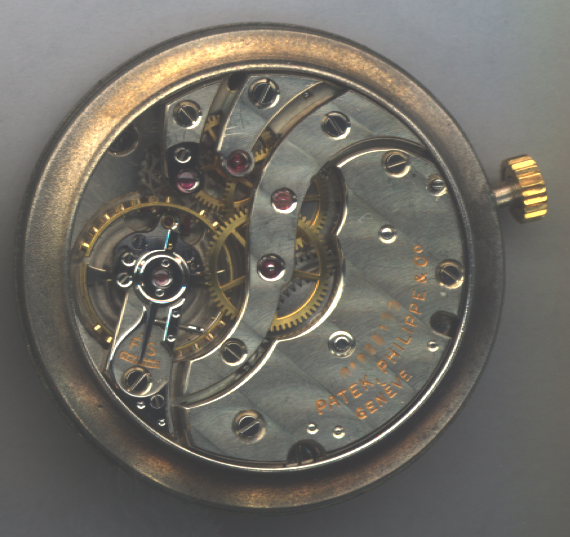
Механизм часов, Ref. 1543
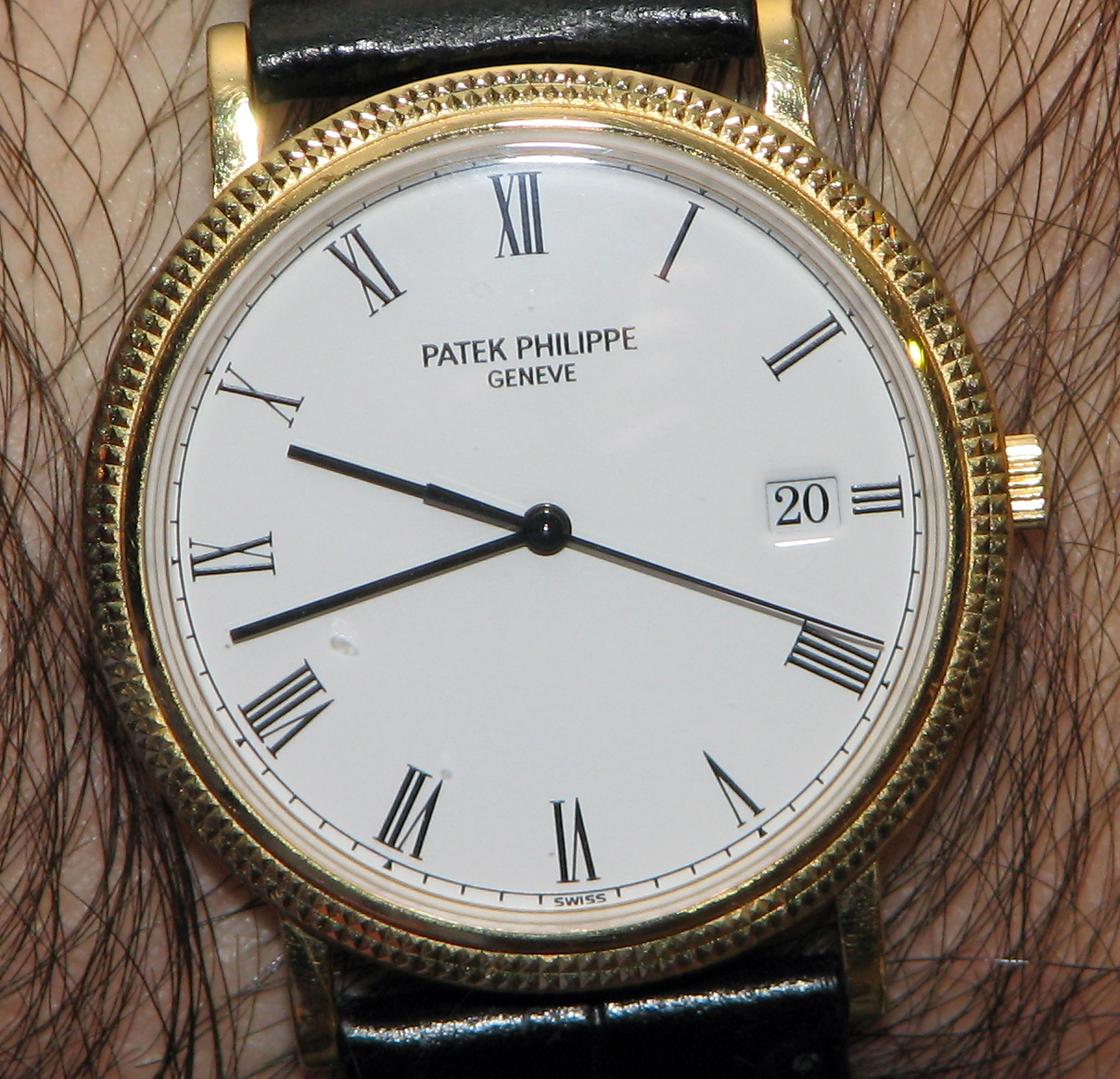
Circa 1999 — мужские кварцевые часы Calatrava в корпусе из золота, с секундной стрелкой и датой